# Convention de Kinshasa
 Voir le traité sur Wikisource
Traité New Start de réduction des armes stratégiques (2010) Traité sur le commerce des armes (2013)
La Convention de l'Afrique centrale pour le contrôle des armes légères et de petit calibre, de leurs munitions et de toutes pièces et composantes pouvant servir à leur fabrication, réparation et assemblage, dite Convention de Kinshasa, a pour but de renforcer le contrôle des armes légères et de petit calibre et de combattre leur commerce et trafic illicites en Afrique centrale.
Cette convention fut négociée dans le cadre du Comité consultatif permanent des Nations unies chargé des questions de sécurité en Afrique centrale (UNSAC) et adoptée à l'unanimité le 30 avril 2010 à Kinshasa, en République démocratique du Congo, au cours de la 30e réunion ministérielle du Comité. À dater du 22 septembre 2011, les onze États membres du Comité avaient signé la Convention, à savoir l'Angola, le Burundi, le Cameroun, la République centrafricaine, le Gabon, la Guinée équatoriale, la République du Congo, la République démocratique du Congo, le Rwanda, Sao Tomé-et-Principe et le Tchad ; ces États ont depuis engagé les processus de ratification. 

## Objet de la Convention
L'objet de la Convention de Kinshasa, tel qu'indiqué dans l'article 1, est de :
1. Prévenir, combattre et éliminer, en Afrique centrale, le commerce et le trafic illicites des armes légères et de petit calibre, de leurs munitions et de toutes pièces et composantes pouvant servir à leur fabrication, réparation et assemblage;
2. Renforcer le contrôle, en Afrique centrale, de la fabrication, du commerce, de la circulation, des transferts, de la détention et de l’usage des armes légères et de petit calibre, de leurs munitions et de toutes pièces et composantes pouvant servir à leur fabrication, réparation et assemblage;
3. Lutter contre la violence armée et soulager les souffrances humaines causées, en Afrique centrale, par le commerce et le trafic illicites des armes légères et de petit calibre, de leurs munitions et de toutes pièces et composantes pouvant servir à leur fabrication, réparation et assemblage;
4. Promouvoir la coopération et la confiance entre les États Parties, de même que la coopération et le dialogue entre les gouvernements et les organisations de la société civile.

## Zone d'application
"Afrique Centrale" désigne l'espace géographique couvrant l’ensemble des 11 États membres du Comité consultatif permanent des Nations unies chargé des questions de sécurité en Afrique centrale : la République d’Angola, la République du Burundi, la République du Cameroun, la République gabonaise, la République de Guinée équatoriale, la République centrafricaine, la République démocratique du Congo, la République du Congo, la République du Rwanda, la République de Sao Tomé-et-Principe et la République du Tchad.

## Histoire
Le Comité consultatif permanent des Nations unies chargé des questions de sécurité en Afrique centrale fut établi par le Secrétaire général des Nations unies le 28 mai 1992 conformément à la resolution 46/37 B du 6 décembre 1991 de l'Assemblée générale. Son objectif est de promouvoir la paix et la sécurité en Afrique Centrale par l'instauration de mesures de confiance, en particulier dans les domaines du désarmement et de la maîtrise des armements. Le Comité comprend les dix États membres de la Communauté économique des États de l’Afrique centrale (CEEAC) et la République du Rwanda.
Dans sa déclaration ouvrant la 25e réunion ministérielle du Comité, en mai 2007, le Président de Sao Tomé-et-Principe invita le Comité à soutenir l'élaboration d'un instrument sous-régional juridiquement contraignant et de son plan de mise en œuvre pour renforcer la capacité des États d'Afrique Centrale à combattre les armes légères et de petit calibre illégales et promouvoir leur gouvernance dans le domaine de la sécurité. Sa proposition fut adoptée par les États membres en tant qu’Initiative de Sao Tomé.
La Convention de l'Afrique centrale pour le contrôle des armes légères et de petit calibre, de leurs munitions et de toutes pièces et composantes pouvant servir à leur fabrication, réparation et assemblage, surnommée Convention de Kinshasa, fut adoptée à l'unanimité le 30 avril 2010 par les onze membres du Comité au cours de sa 30e réunion ministérielle tenue à Kinshasa, en République démocratique du Congo.
La Convention fut ouverte à signature le 19 novembre 2010 lors de la 31e réunion ministérielle du Comité à Brazzaville, en République du Congo. Huit États membres du Comité signèrent la Convention ce jour-là ; le Burundi, la Guinée équatoriale et le Rwanda la signèrent peu après. Son plan de mise en œuvre fut élaboré en parallèle pour s'assurer que les obligations prévues pourraient être effectivement remplies par les États ; le plan fut adopté lors de cette réunion.
La Convention prévoit qu'elle entrera en vigueur 30 jours après la date de dépôt du sixième instrument de ratification, d’acceptation, d’approbation ou d’adhésion.

## Analyse
La Convention de Kinshasa est le plus récent des instruments juridiques de contrôle des armes légères et de petit calibre conclus dans le cadre des Nations unies.
Cette Convention a la particularité de prendre en compte les spécificités sécuritaires, juridiques, institutionnelles et culturelles de l'Afrique Centrale. Ce processus diplomatique illustre la volonté des onze États membres du Comité à mettre en place une stratégie sous-régionale cohérente pour combattre collectivement le trafic d'armes légères et de petit calibre et de leurs munitions. La mobilisation des onze États membres du Comité pour négocier et conclure cette Convention constitue en elle-même une mesure de renforcement de la confiance et du dialogue entre ces pays dont la plupart ont été en guerre les uns contre les autres.
L'objet et le domaine d'application de la Convention sont plus étendus que dans d'autres instruments similaires ; la Convention a également la particularité d'intégrer dans ses dispositions les derniers développements mondiaux autant que régionaux en la matière. La Convention repose en effet sur les pratiques et l'expérience tirées des États d'Afrique et d'autres régions. Son processus d'élaboration est aussi unique en ceci que la Convention et son plan de mise en œuvre furent élaborés en parallèle, dans le but d'assurer l'adéquation entre la Convention et les contraintes des États, contraintes techniques, financières et liées à la formation du personnel. 
L'approche consistant à impliquer directement et fréquemment les ministres des onze États dans l'élaboration et la conclusion de la Convention de Kinshasa a prouvé son efficacité et donné à la Convention un poids politique important en l'instaurant comme un instrument de sécurité collective dans la sous-région.
L'Afrique Centrale est désormais dotée de son propre instrument juridique de contrôle des armes légères et de petit calibre répondant spécifiquement à ses défis.

## Signature et ratification
| État                                            | Signature         | Ratification |
| ----------------------------------------------- | ----------------- | ------------ |
| République d'Angola                             | 19 novembre 2010  |              |
| République du Burundi                           | 22 septembre 2011 |              |
| République du Cameroun                          | 19 novembre 2010  |              |
| République centrafricaine                       | 19 novembre 2010  |              |
| République du Congo                             | 19 novembre 2010  |              |
| République démocratique du Congo                | 19 novembre 2010  |              |
| République démocratique de Sao Tomé-et-Principe | 19 novembre 2010  |              |
| République gabonaise                            | 19 novembre 2010  |              |
| République de Guinée équatoriale                | 29 avril 2011     |              |
| République du Rwanda                            | 1er août 2011     |              |
| République du Tchad                             | 19 novembre 2010  |              |

À dater du 22 septembre 2011, les onze États d'Afrique Centrale avaient signé la Convention de Kinshasa. Ils ont depuis engagé les processus de ratification.

## Autres documents régionaux ou sous-régionaux
| Document | Signature         | Entrée en vigueur |
| --- | ----------------- | ----------------- |
| La Déclaration de Bamako sur la position africaine commune sur la prolifération, la circulation et trafic illicites des armes légères et de petit calibre             | 1er décembre 2000 | N/A               |
| La Déclaration de Nairobi sur le problème de la prolifération des armes légères et de petit calibre illégales dans la Région des Grands Lacs et la Corne de l’Afrique | 15 mars 2000      | N/A               |
| Le Protocole de Nairobi pour la prévention, le contrôle et la réduction des armes légères et de petit calibre dans la Région des Grands Lacs et la Corne de l'Afrique | 21 avril 2004     | 5 mai 2006        |
| La Convention de la CEDEAO sur les armes légères et de petit calibre, leurs munitions et autres matériels connexes                                                    | 14 juin 2006      | 29 septembre 2009 |
| Le Protocole sur les armes à feu au sein du SADC | 14 août 2001      | 8 novembre 2004   |

## Compléments